# Hoa lan tại Việt Nam
Theo cuốn Phong lan Việt Nam của Trần Hợp thì Việt Nam có 137-140 chi gồm trên 800 loài lan rừng. Hiện tại ngoài hoa lan mọc hoang dã, lan còn được gây trồng đại trà tại một số nơi, nhiều nhất là ở Tây Nguyên trong đó Đà Lạt là một trong những nơi hoa lan được trồng rộng rãi nhất.

## Một số loài lan ở Việt Nam
| Lan tiểu hoàng đỏ         | Lan thạch hộc gia lu  | Lan thanh đạm          | Lan sứa ba răng         | Lan sớn                |
| Lan phích Việt Nam        | Lan nhục sơn trà      | Lan ngọc kiện khê      | Lan mật khẩu giả        | Lan mật khẩu bì đúp    |
| Lan len nỉ                | Lan lá nhẵn petelot   | Lan kim tuyến sapa     | Lan kim tuyến           | Lan huyết nhung trung  |
| Lan hoàng thảo trinh bạch | Lan hoàng thảo thơm   | Lan hoàng thảo tam đảo | Lan hoàng thảo sừng dài | Lan hoàng thảo đốm tía |
| Lan hoàng thảo đốm đỏ     | Lan hành hiệp         | Lan dáng hương quế     | Lan chiểu tixier        | Lan bạch manh          |
| Lan bắp ngô ráp           | Dực giác lá hình máng | Cầu điệp tixier        | Cầu điệp evrard         | Đơn hành hai màu       |
| Lan hoàng thảo vạch đỏ    | Lan hành averyanov    | Lan hài lông           | Lan hài hồng            | Lan hài đài cuộn       |
| Lan dáng hương hồng       | Lan ý thảo            | giacac incactida       |                         |                        |

### Đà Lạt
Khi Đà Lạt mới được khám phá, hoa lan đã được thu hoạch tự nhiên. Đến thập niên 1960, việc nhập giống mới đã giúp phát triển nghề trồng hoa này tại đây.
Các cây lan nhập nội được nuôi trồng ở Đà Lạt nằm trong các chi: Catleya, Cymbidium, Dendrobium, Paphiopedillum, Oncidium, Odontoglossum, Vanda. Các cây lan nhập nội được trồng trọt nhiều nhất là trong chi Cymbidium với trên 300 giống. Các giống Bengal Bay Golden Hue, Suva Royal Velvet, Sayonara Raritan, Balkis, Eliotte được nhập nội từ thập niên 1960 cho đến nay vẫn còn được ưa chuộng và trồng trọt khá nhiều tại các vườn lan.

#### Dendrobium

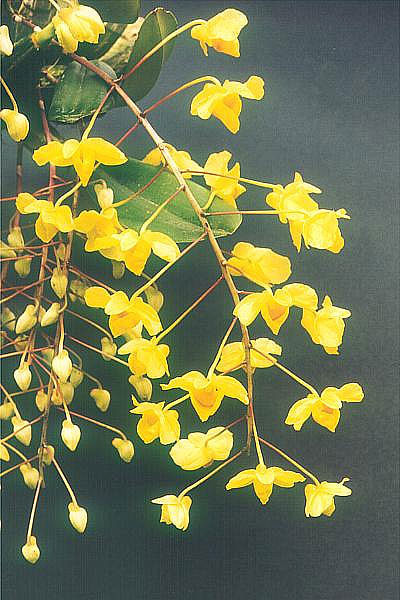
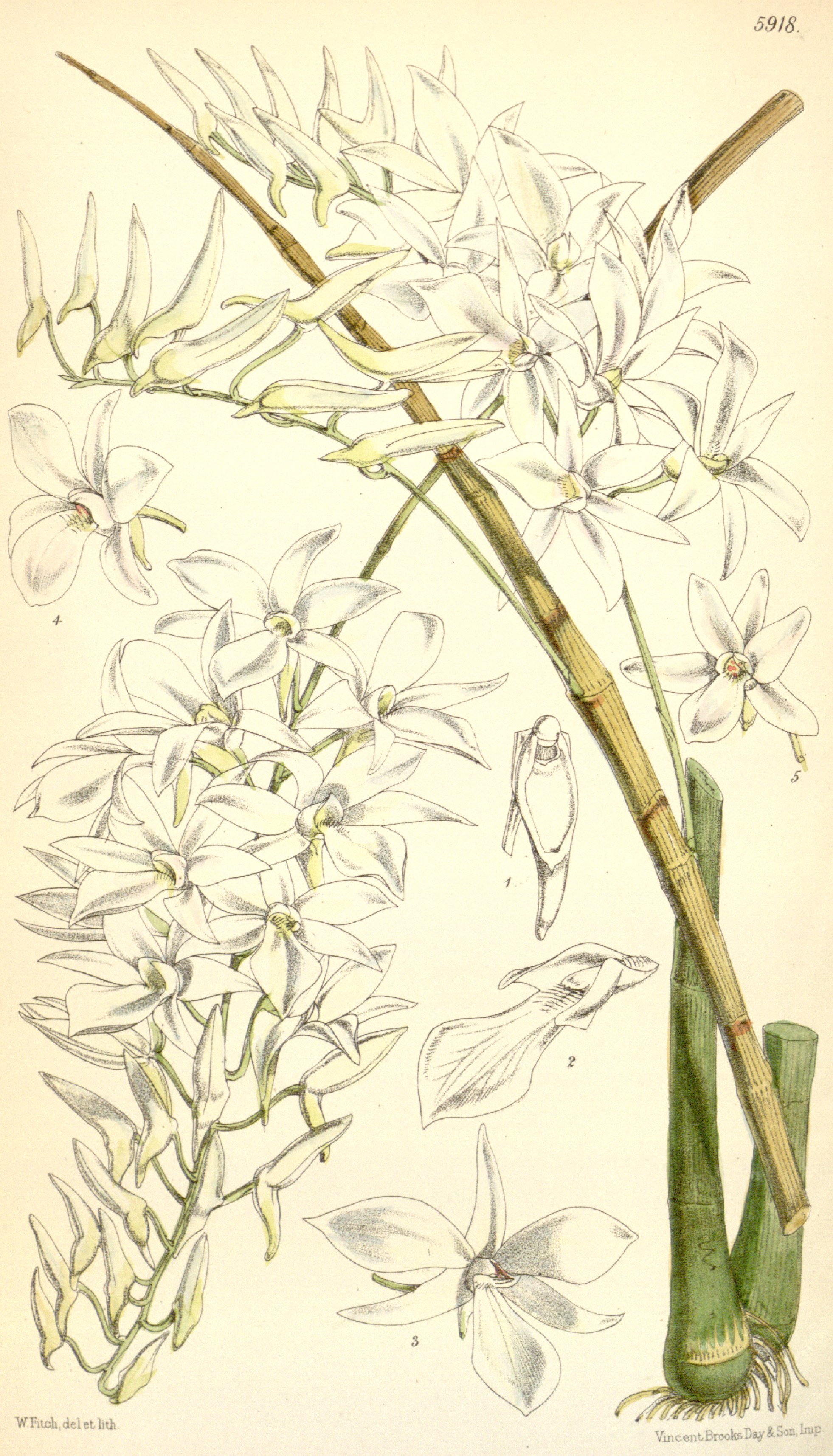
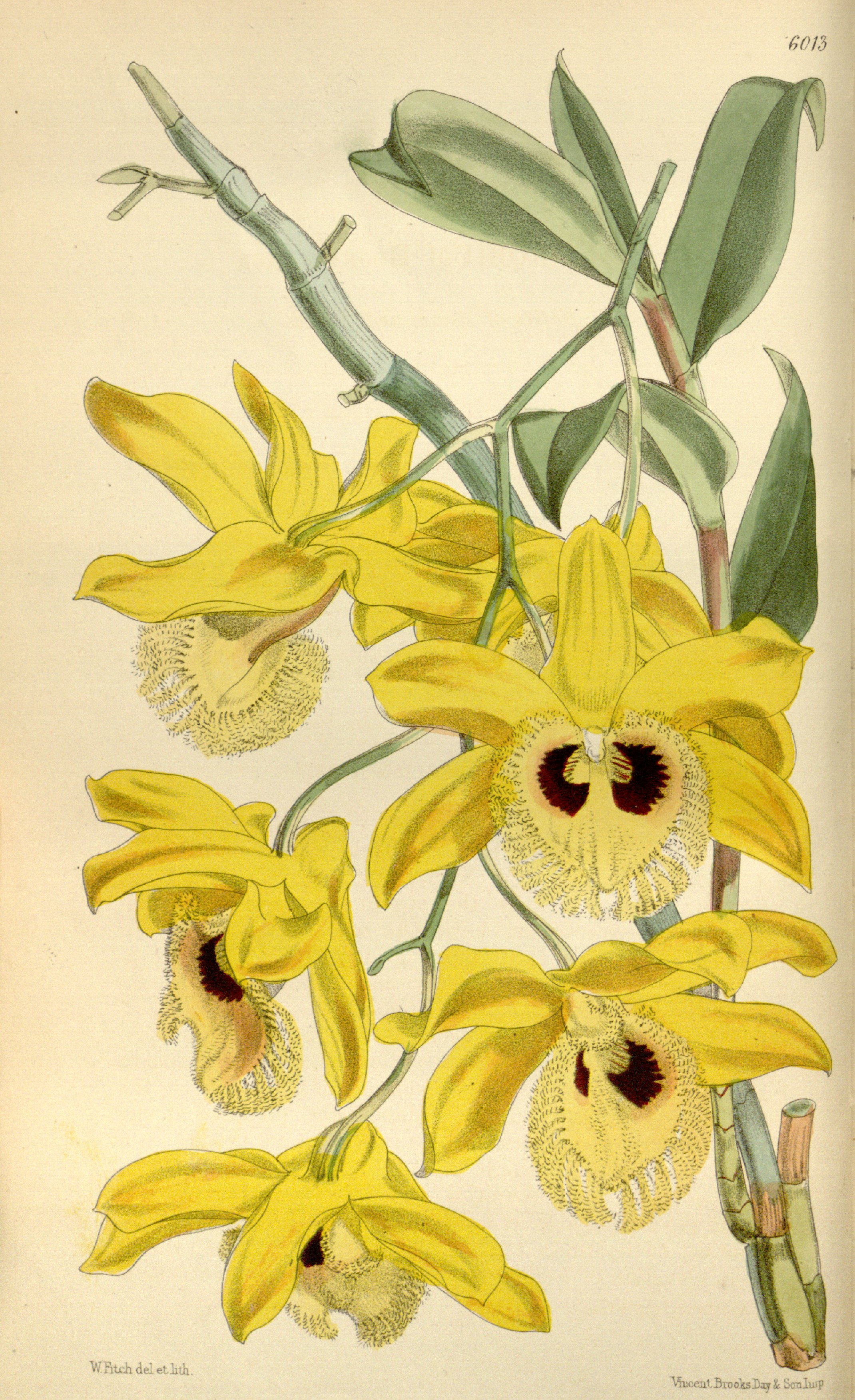
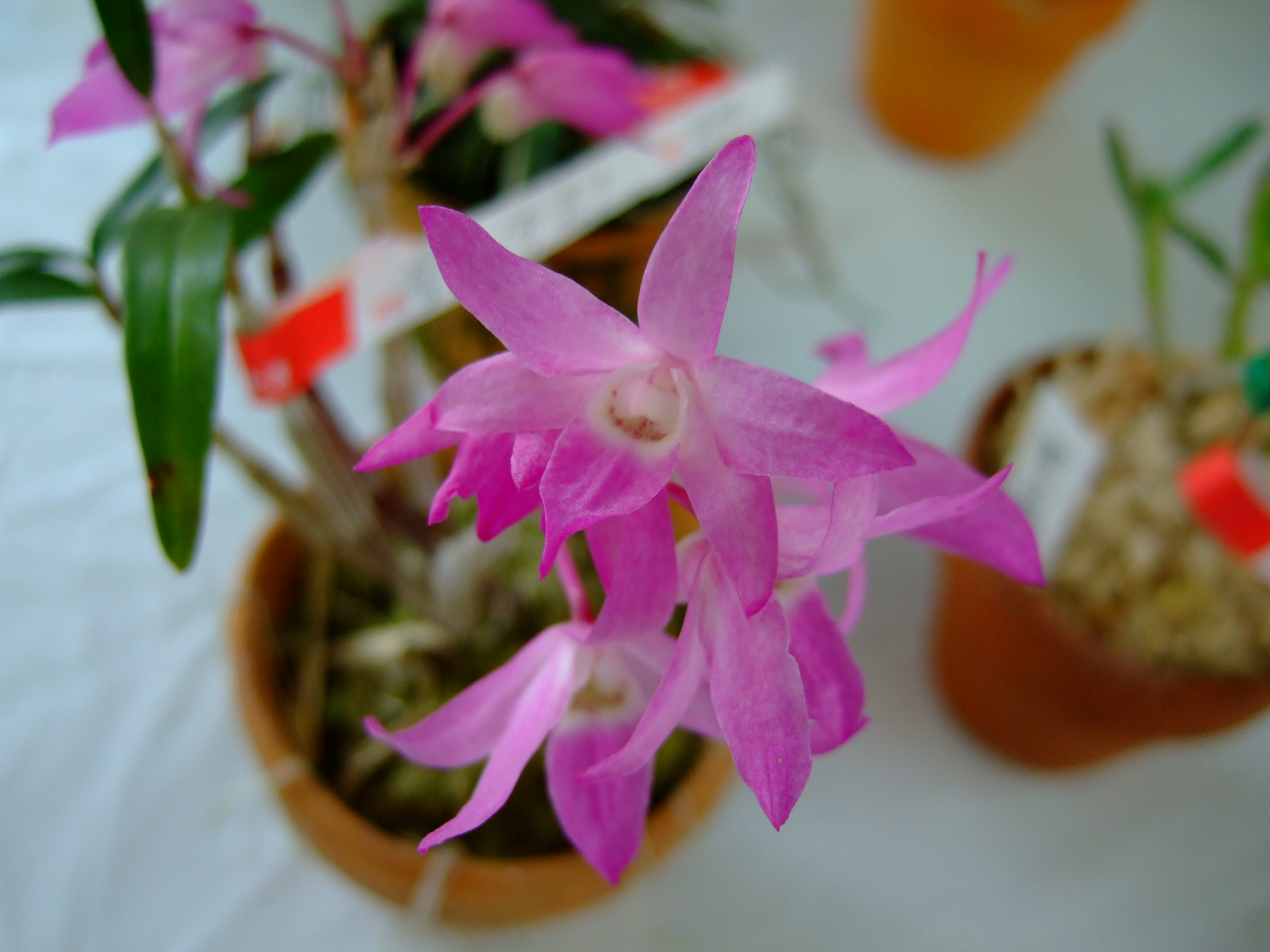

#### Cymbidium

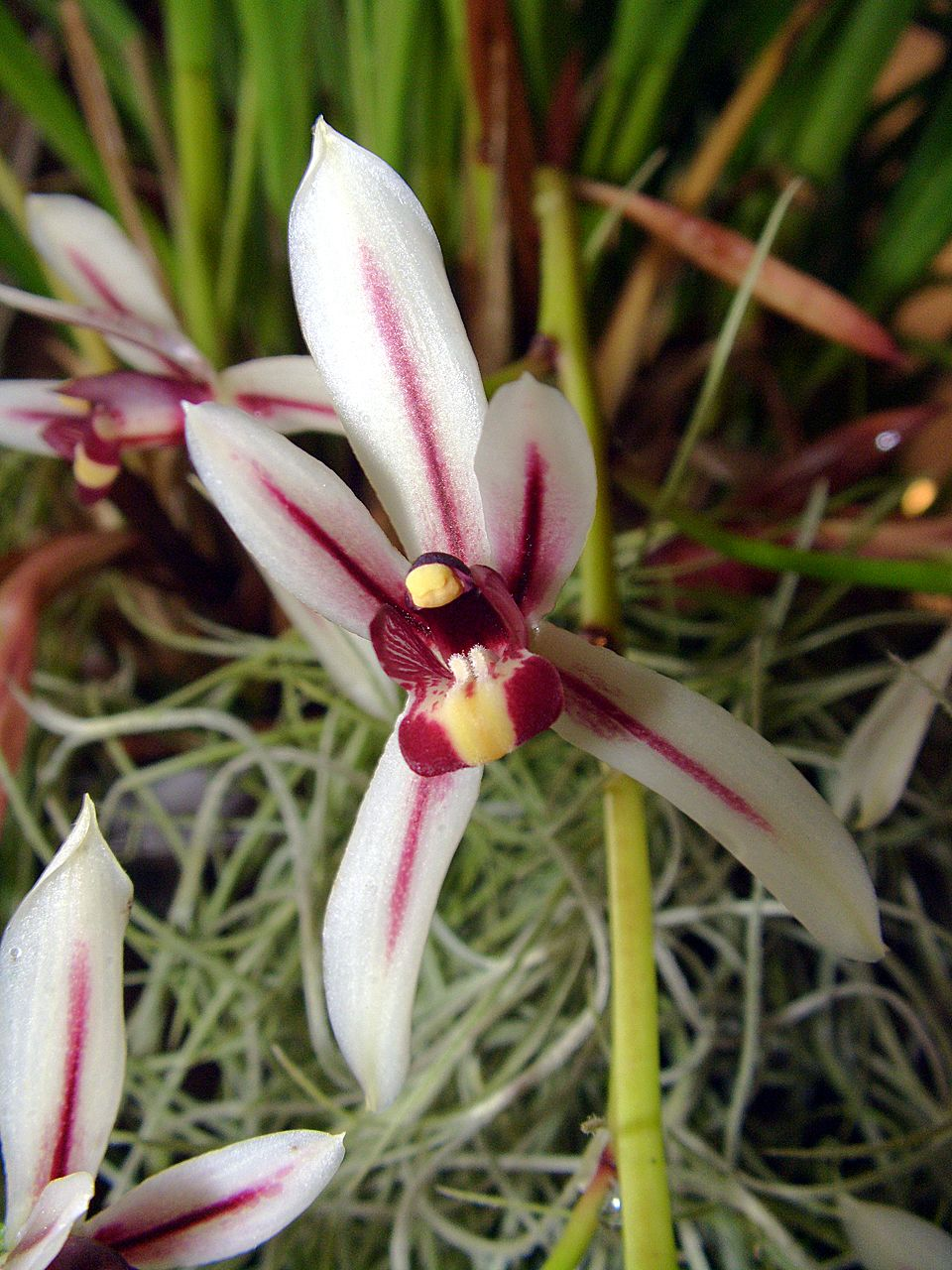
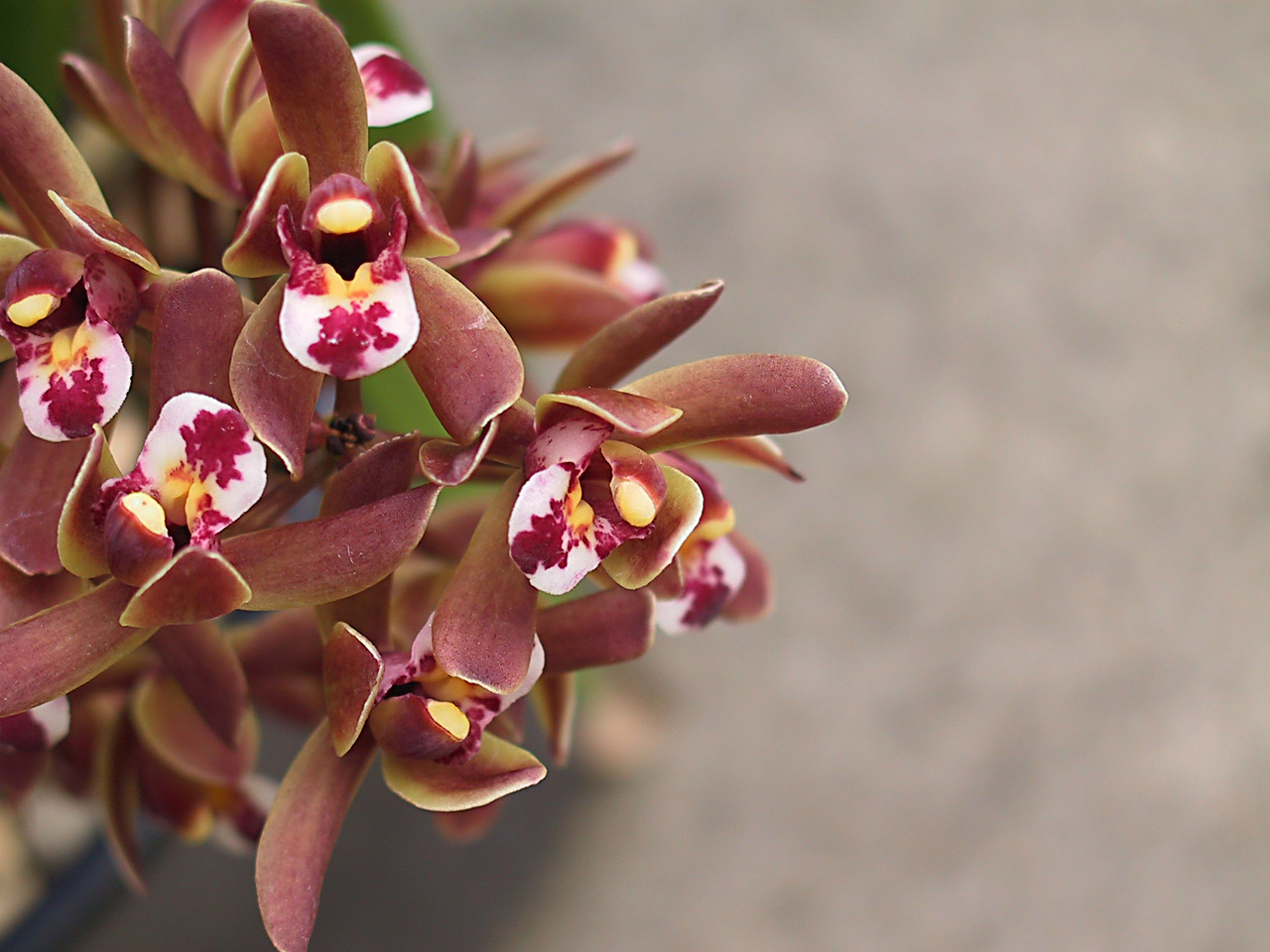
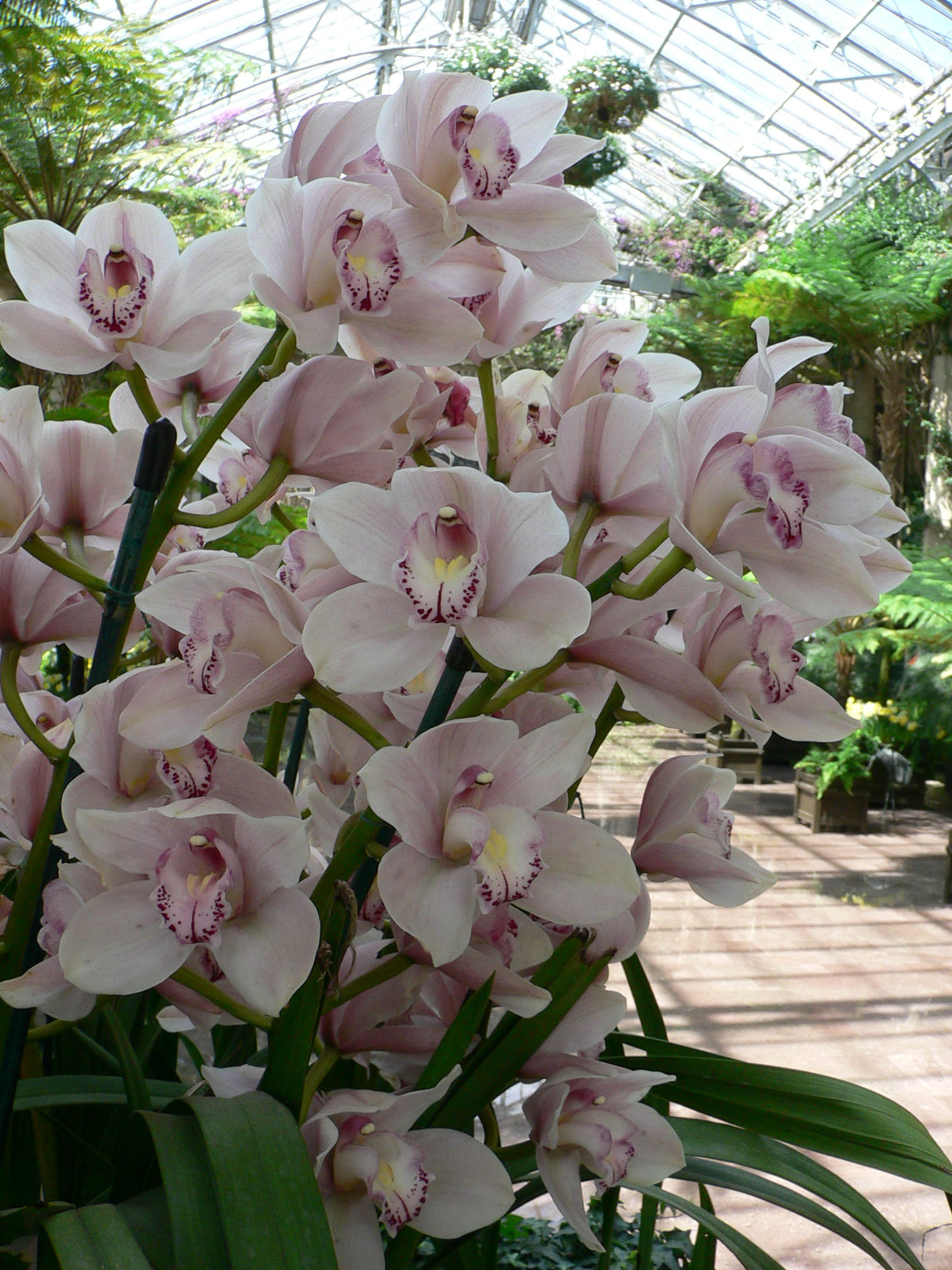

- Tập tin:Cymbidium parishii.jpg

#### Oncidium

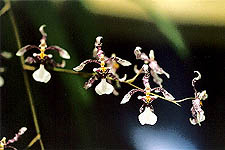
Lan Vũ nữ Lưu trữ ngày 13 tháng 6 năm 2010 tại Wayback Machine
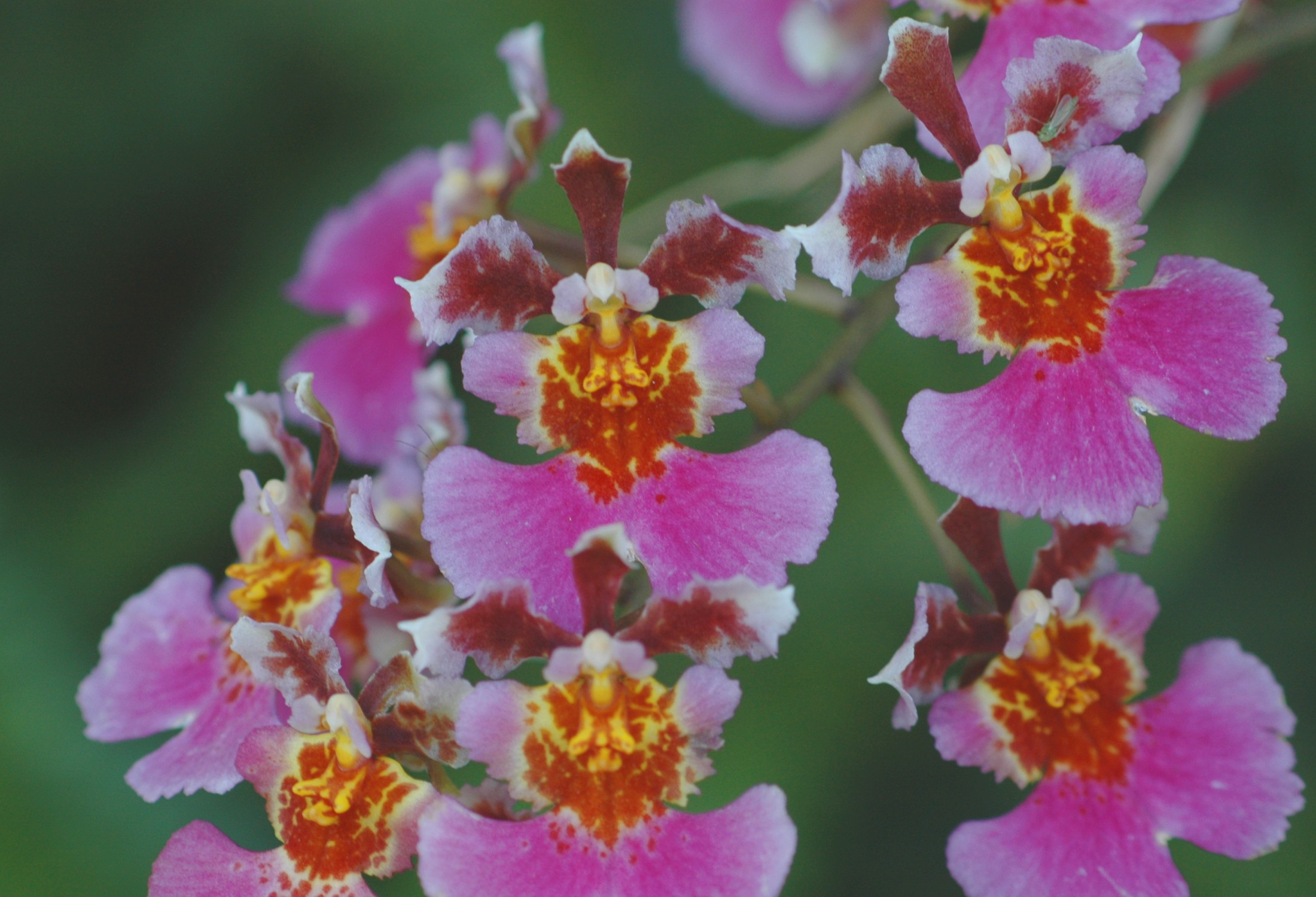
Lan Hoàng thảo Lưu trữ ngày 29 tháng 8 năm 2010 tại Wayback Machine

Các loài lan nội địa cũng đã được sưu tập và trồng trọt phổ biến tại Đà Lạt từ thập niên 1940 cho đến nay.
Các loài lan được ưa chuộng tại các vườn lan Đà Lạt - Tây Nguyên là:

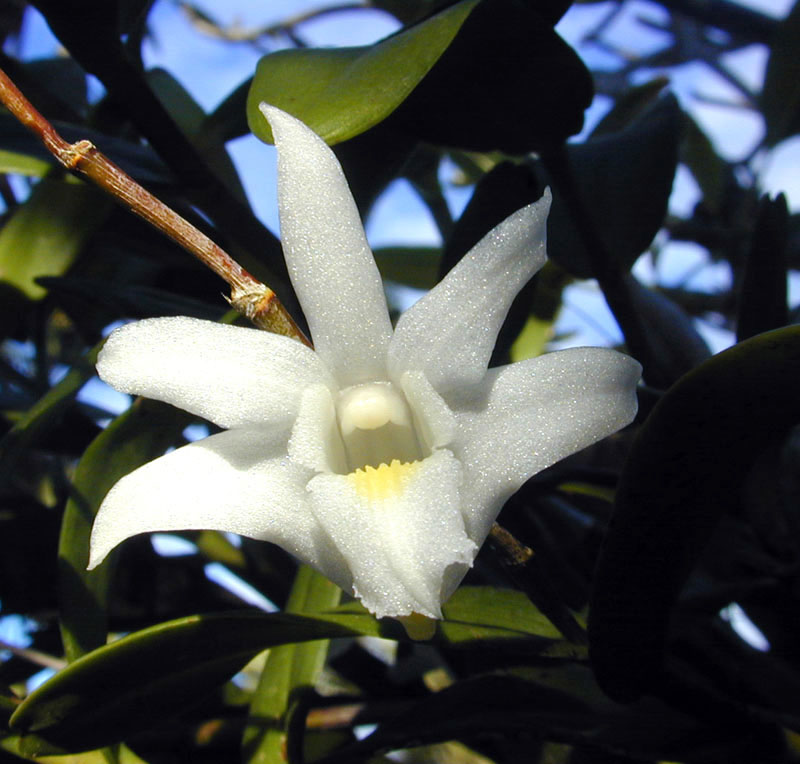
Một bông hoa lan Dendrobium.

- Long tu (Dendrobium primulinum Lindl.)
- Kim điệp (Den. Chrysotosum Lindl. var. Delacourii Gagn.)
- Thủy tiên trắng (Den. Farmeri Paxton)
- Thủy tiên vàng (Den. Thyrsiflorum Rchb. f.)
- Thủy tiên mỡ gà (Den. Densiflorum Wall)
- Long nhãn kim điệp (Den. Fimbriatum Hook, var. oculatum Hook)
- Giả hạc (Den. Superbum Reich. in Walp)
- Ý thảo (Den. gratiotissimum Rchb. f.)
- Các loại Lọng (Bulbophyllum sp.)
- Tuyết ngọc (Coelogyne psectrantha Gagn.)
- Hàm lân (Coelogyne Lawrenceana Rofle)
- Mỹ dung dạ hương (Vanda denisoniana Bens et Rchb. f.)
- Tóc tiên (Vanda Watsonii Rolfe)
- Cẩm báo (Vandopsis parishii (Veitsch) Reichb. f.)
- Huyết nhung (Renanthera Imschootiana Rolfe)
- Bò cạp (Renanthera Evrardii Guillaum)
- Hồ điệp (Phalaenopsis manii Reichb. f.)
- Vân hài (Paphiopedilum callosum Kerchove)
- Kim hài (Paphiopedilum villosum (Lindl.) Pfitz.)
- Hồng dâu (Aerides lawrenceana)
- Hạc đỉnh (Phajus tankervilleae (Ait.) Bl.)

### Một số loài lan tự nhiên ở Tây Nguyên

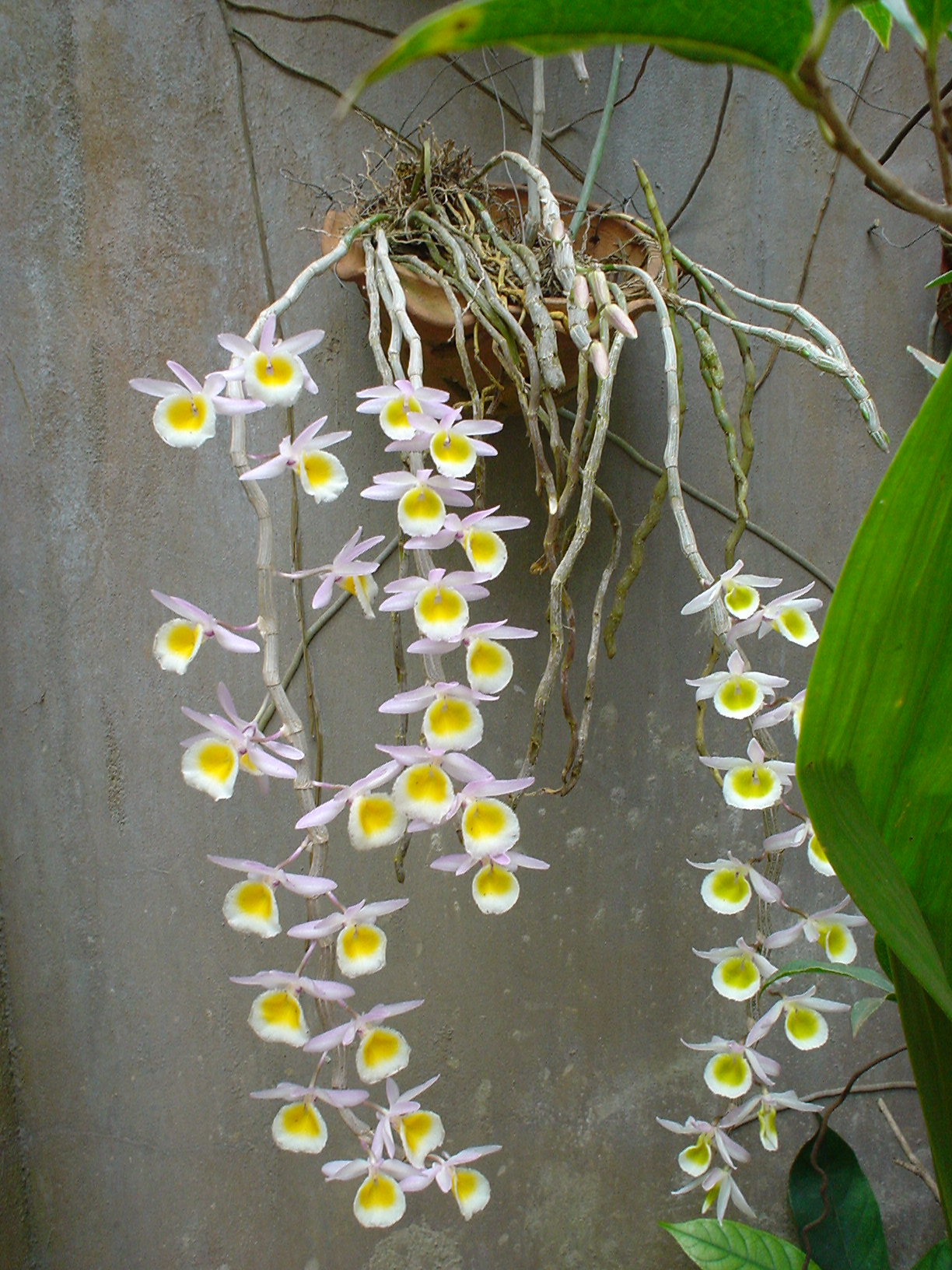
Lan Hoàng thảo Long tu (Dendrobium primulinum).
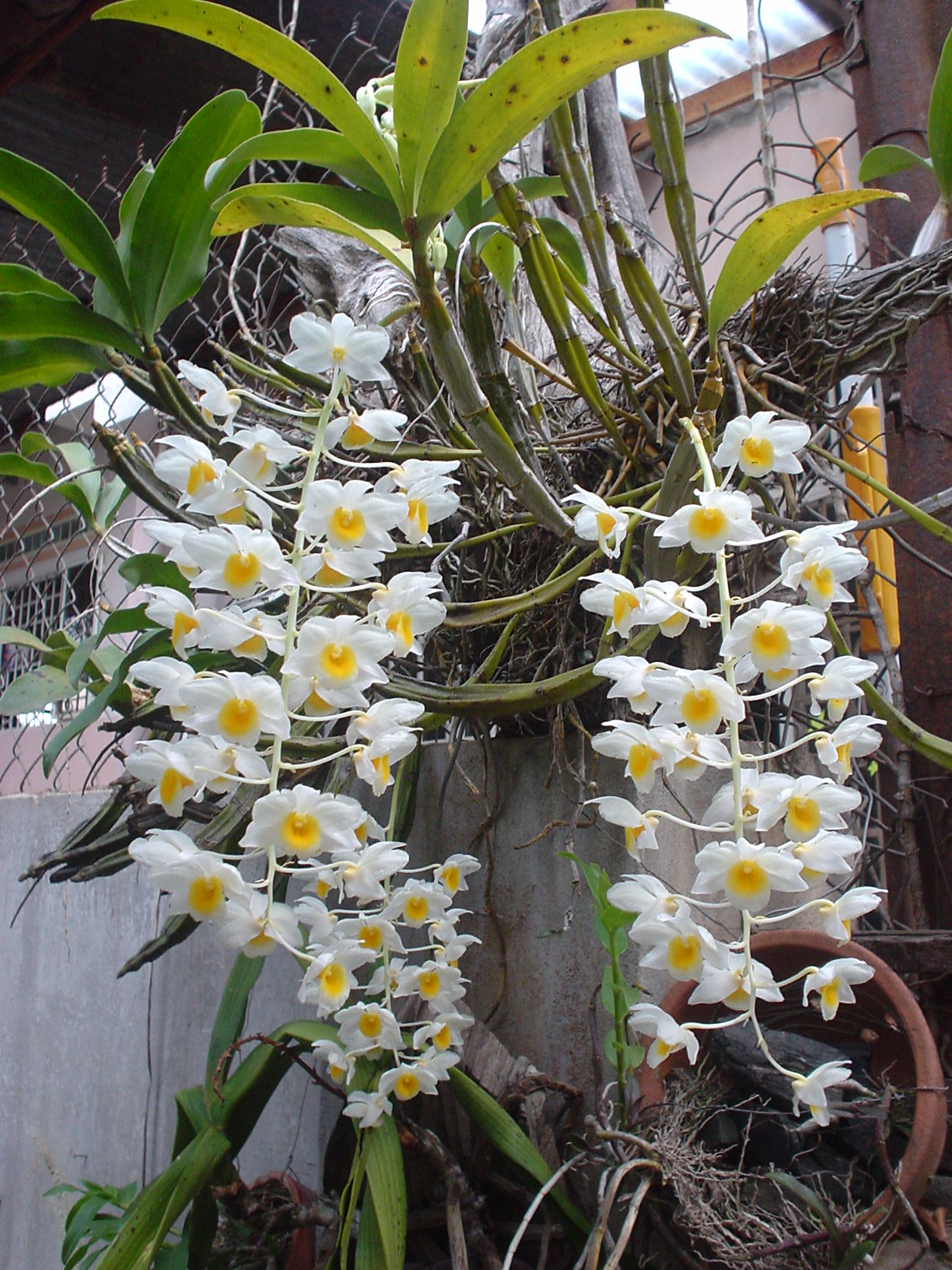
Lan Hoàng thảo Thủy tiên trắng (Den. palpebrae).
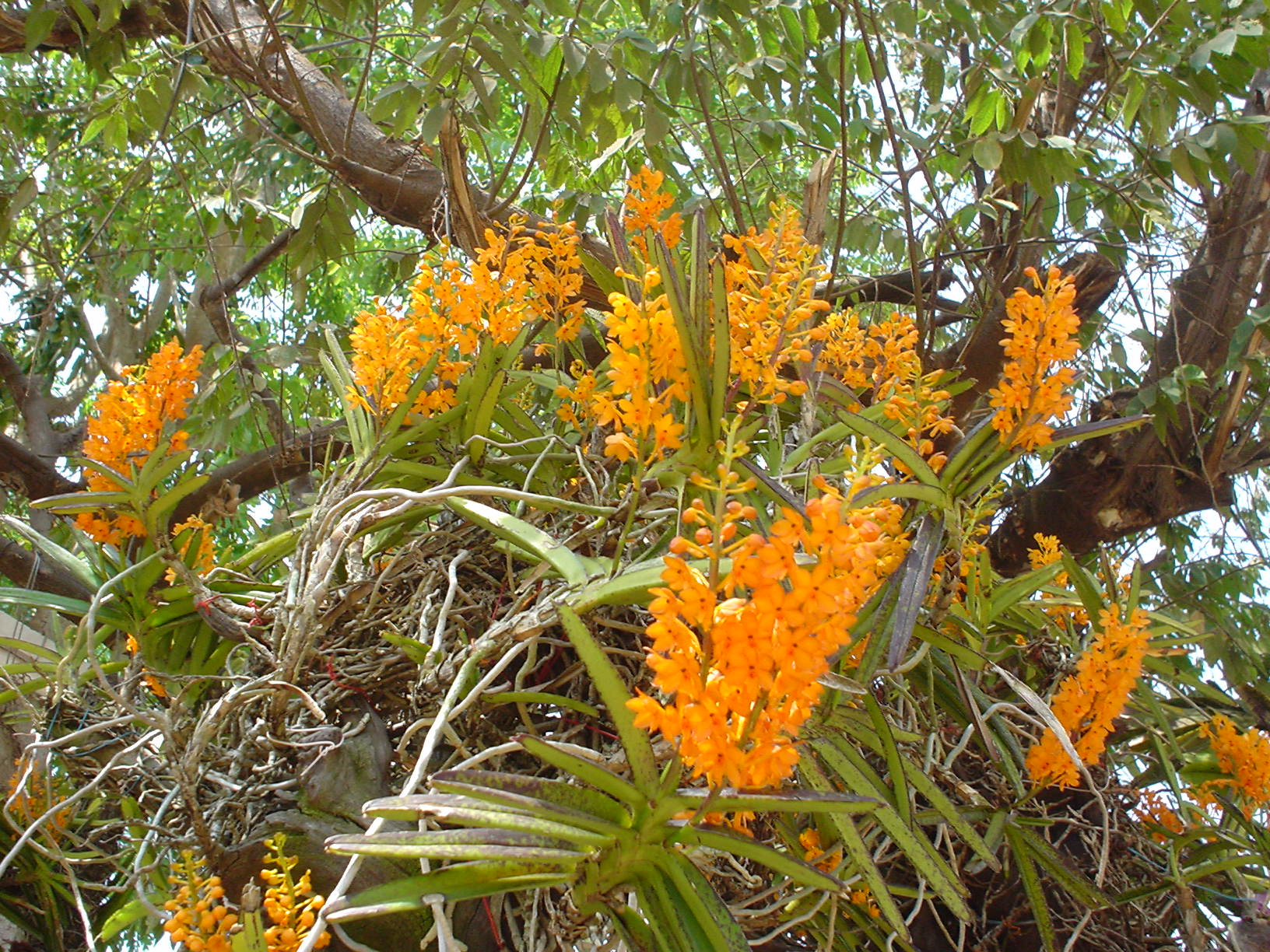
Lan Hoàng yến Hỏa hoàng (Ascocentrum miniatum).
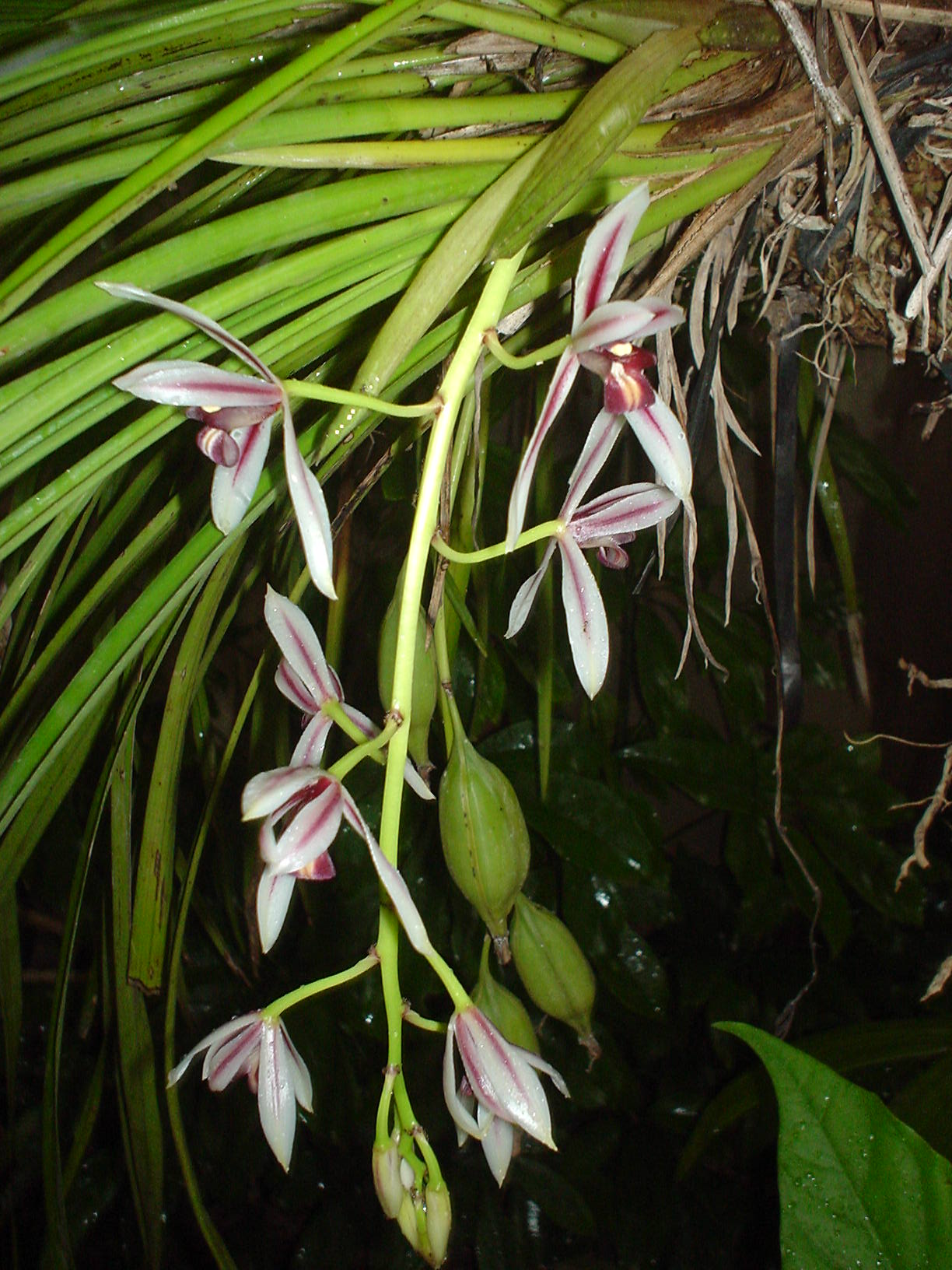
Lan Kiếm thanh ngọc (Cymbidium ensifolium).
Lan Hạc đỉnh nâu.
Lan Hoàng thảo thủy tiên vàng.
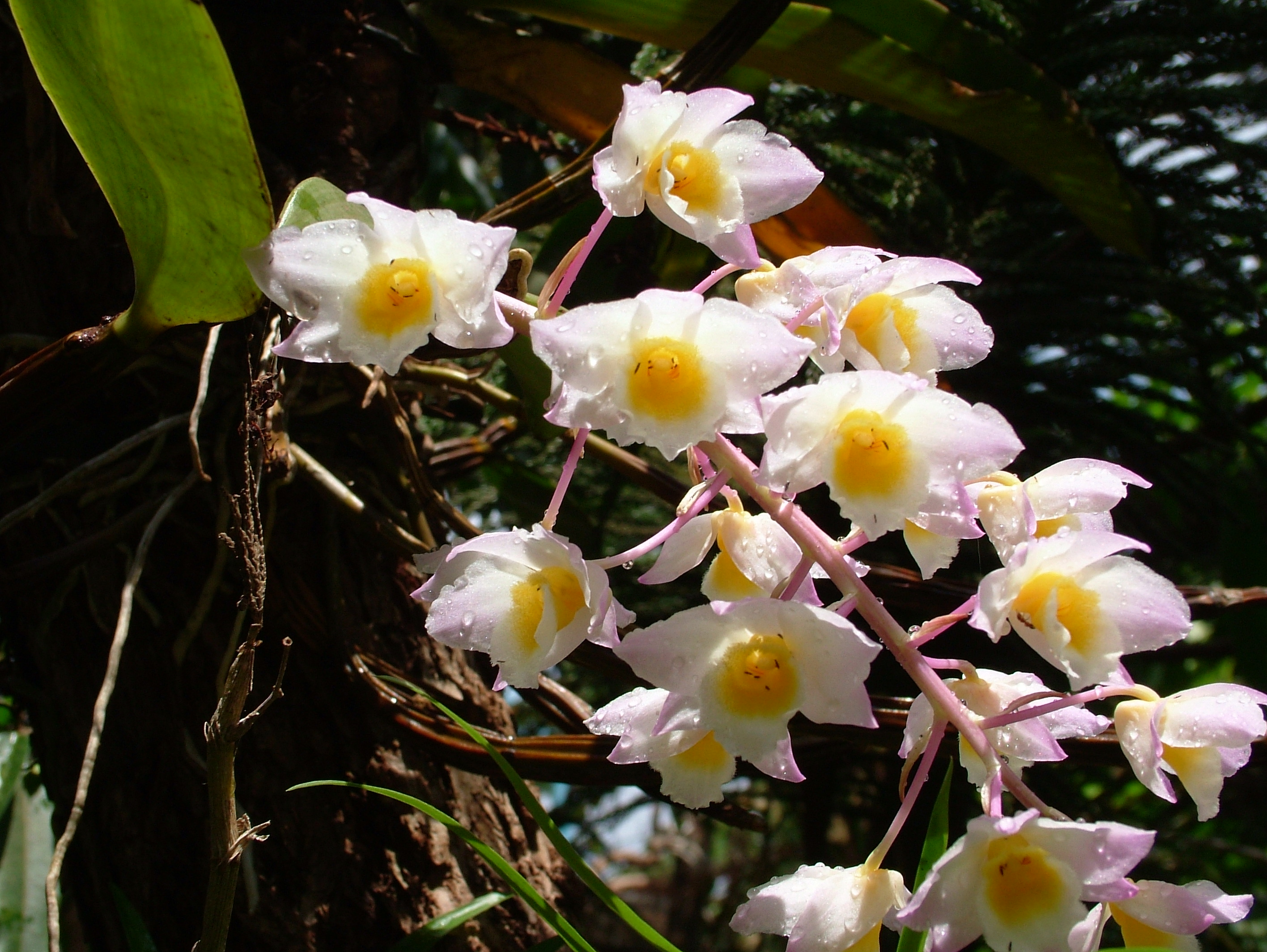
Lan Hoàng thảo thủy tiên tím.
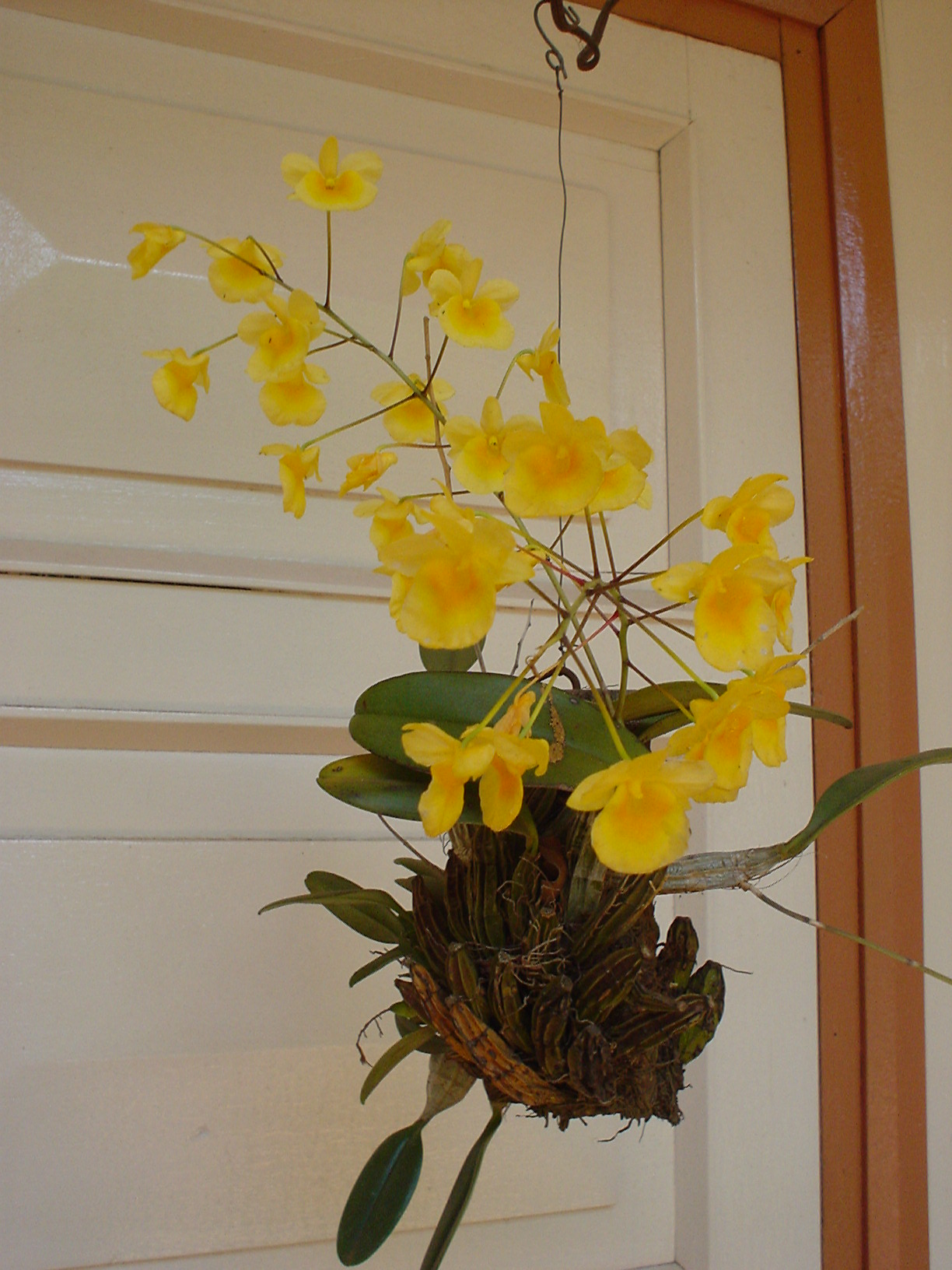
Lan Hoàng thảo vảy cá (Dendrobium lindleyi?).
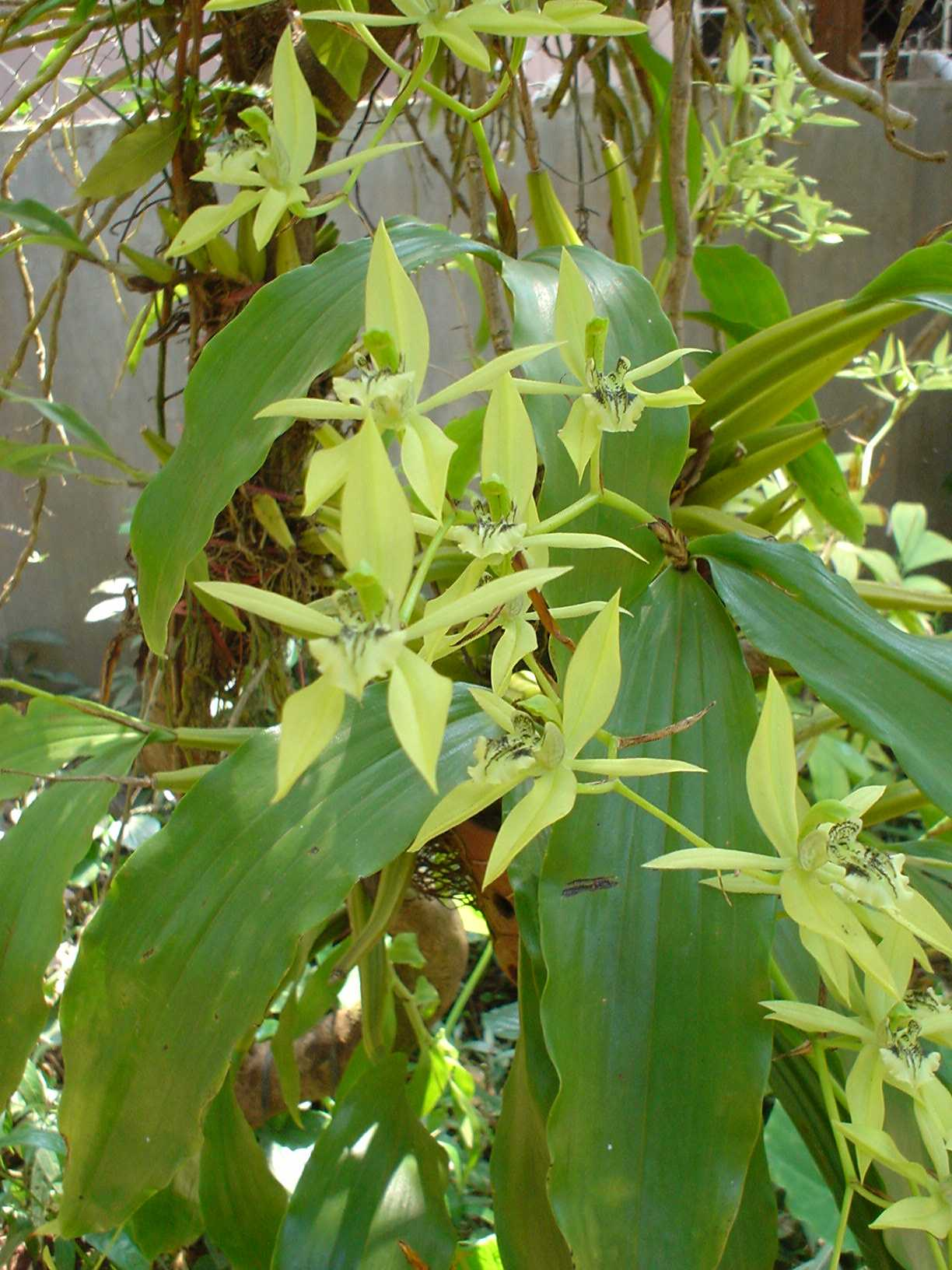
Lan Thanh đạm xanh (Coelogyne brachyptera).
Một 'cây lan rừng'. Thực ra đây là một cây dương xỉ, tên là Ổ rồng.

### Lan rừng Yên Bái
Yên Bái là một tỉnh vùng núi, với tiểu vùng khí hậu tương đối ôn hòa: nóng ẩm mưa nhiều, rất thích hợp cho việc phát triển thảm thực vật nói chung và phong lan nói riêng. Trên khắp các cánh rừng của Yên Bái có rất nhiều loài lan quý như: Hoàng Thảo, Thanh đạm, Hạc đính, Giáng hương, Phượng vĩ, Cẩm báo, Vân đa, Hài gấm, Thạch hộc,...
- Chi lan Hoàng thảo là chi lan phong phú nhất về số lượng và sắc hoa như: Hoàng thảo bạch nhạn, long nhãn, tím huế, tím hồng, vảy rồng, mắt trúc... tập trung nhiều ở Trạm Tấu, Văn Chấn, Lục Yên, Yên Bình... Điểm nổi bật của chi lan này là sức sống cao, mùa hoa dài hầu như quanh năm.
- Chi lan Thanh đạm có đến hàng chục loài:Ba gân, Tam Bảo, Thanh đạm vàng,...phổ biến ở Trạm Tấu, Văn Chấn, Yên Bình...Chi lan này đẹp từ thân rễ lá tới hoa. Đặc biệt lan Thanh đạm tam bảo sắc rất được ưa chuộng bởi sự hài hòa sang trọng của sắc hoa: tím hồng, vàng vô cùng bắt mắt.
- Chi lan Thanh hộc còn gọi là cẳng gà hoặc Kim thoa thạch hộc vừa cho hoa đẹp với màu hồng, tím, trắng hài hòa trên một bông hoa, nở vào mùa xuân, vừa là vị thuốc quý phòng và chữa bệnh "ngã nước" theo kinh nghiệm dân gian. Đây là loài lan rất khó trồng khi tách khỏi cây xanh.
- Chi lan Giáng hương có nhiều ở Mù Cang Chải với những loài chính như: Giáng hương quý, hồng nhạn, Giáng hương nhiều hoa. Đây là niềm tự hào của lan Việt Nam, được giới chơi lan đặc biệt ưa chuộng bởi vẻ đẹp toàn bích và chùm hoa sang trọng với hương thơm dịu dàng.
- Chi lan Ngọc điểm phổ biến ở Mù Cang Chải với ba loài chính:đuôi cáo, hải âu, đai châu, nhiều nhất là Ngọc điểm đuôi cáo.

## Thông tin thêm
- Một số loài lan mới được phát hiện tại Việt Nam

Các loài lan này được tìm thấy năm 2005-2006 ở tỉnh Thừa Thiên Huế tại khu vực được gọi là Hành Lang Xanh. Trong đó có 5 loài phong lan và 3 loài thực vật khác. Cố vấn trưởng dự án Hành Lang Xanh thuộc chương trình Việt Nam của WWF Greater Mekong đã phát biểu:
"Bạn chỉ có thể phát hiện được nhiều loài mới như thế này ở những khu vực rất đặc biệt".
Ba trong số 5 loài lan mới phát hiện hoàn toàn không có lá, là một đặc điểm rất hiếm ngay cả đối với phong lan. Chúng không chứa chất diệp lục và sống nhờ vào các vật chất mục, tương tự như nhiều loài nấm. 

## Hoa phong lan trong nhiếp ảnh

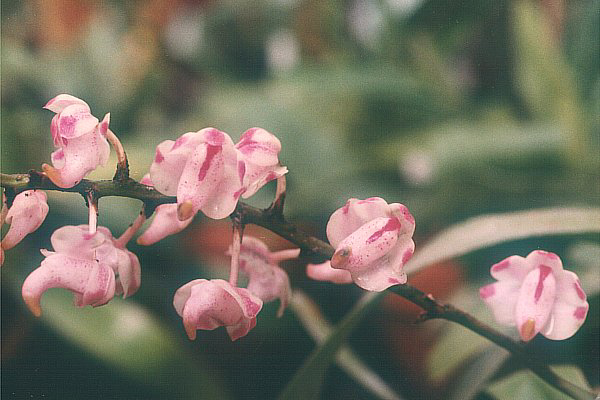
Lan Giáng Hương Quế
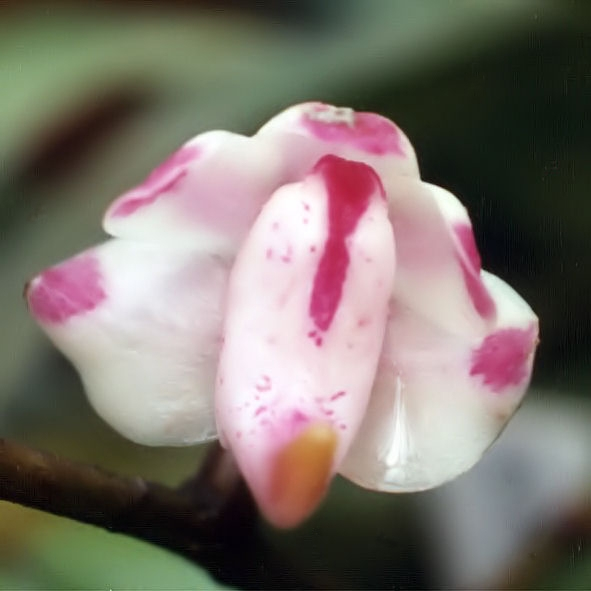
Lan Giáng Hương Quế
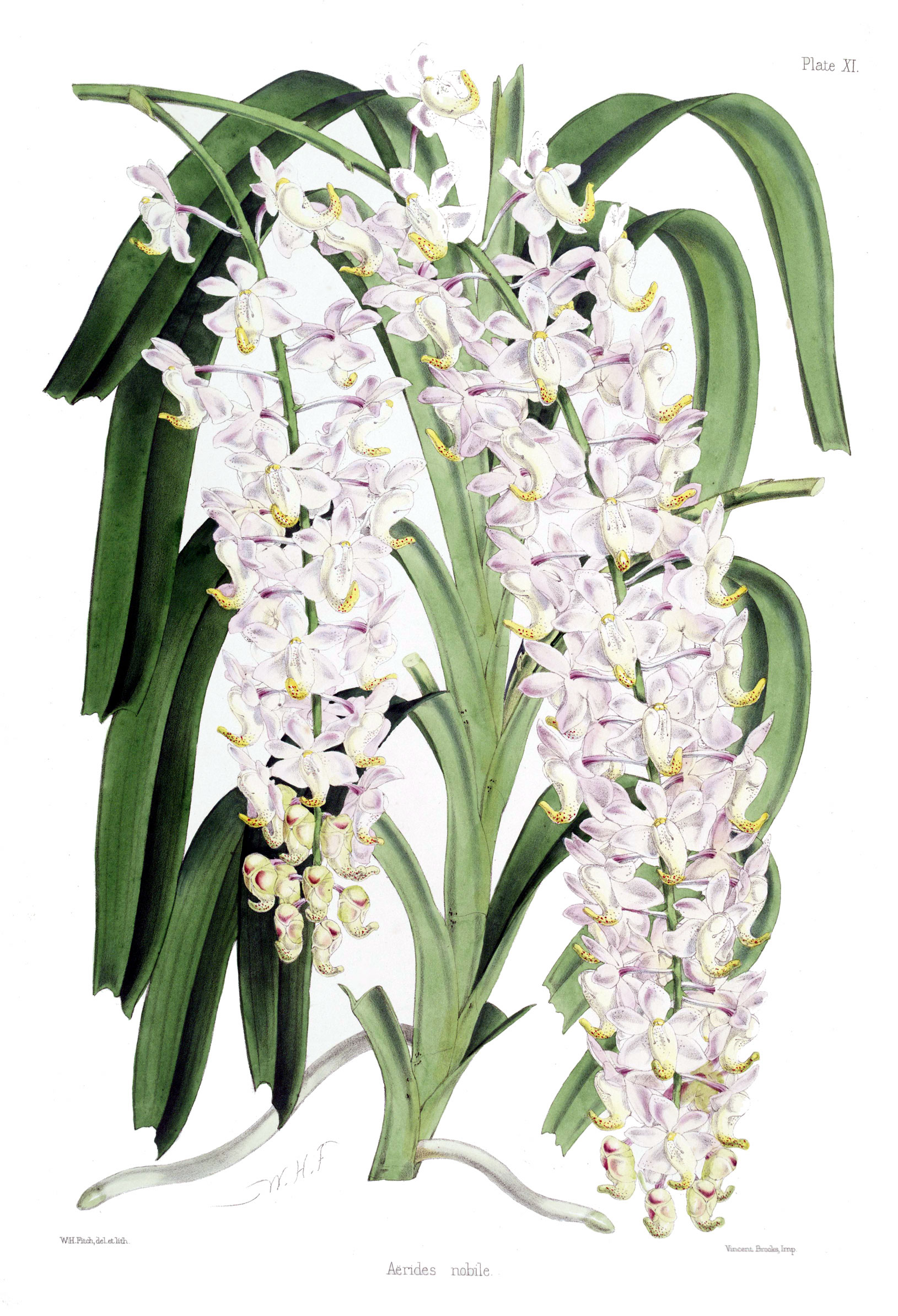
Lan Giáng Hương Quế
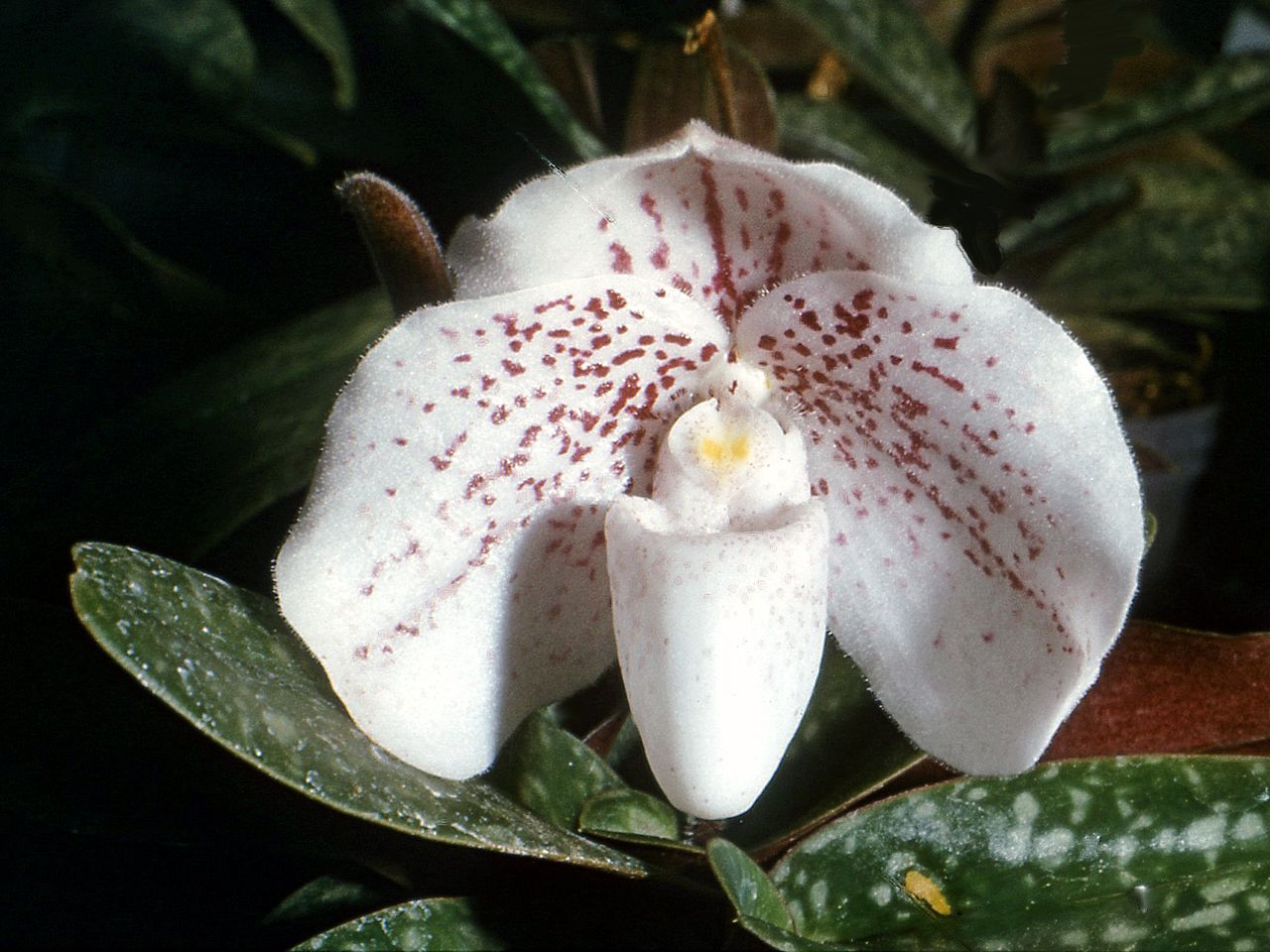
Paphiopedilum bellatulum
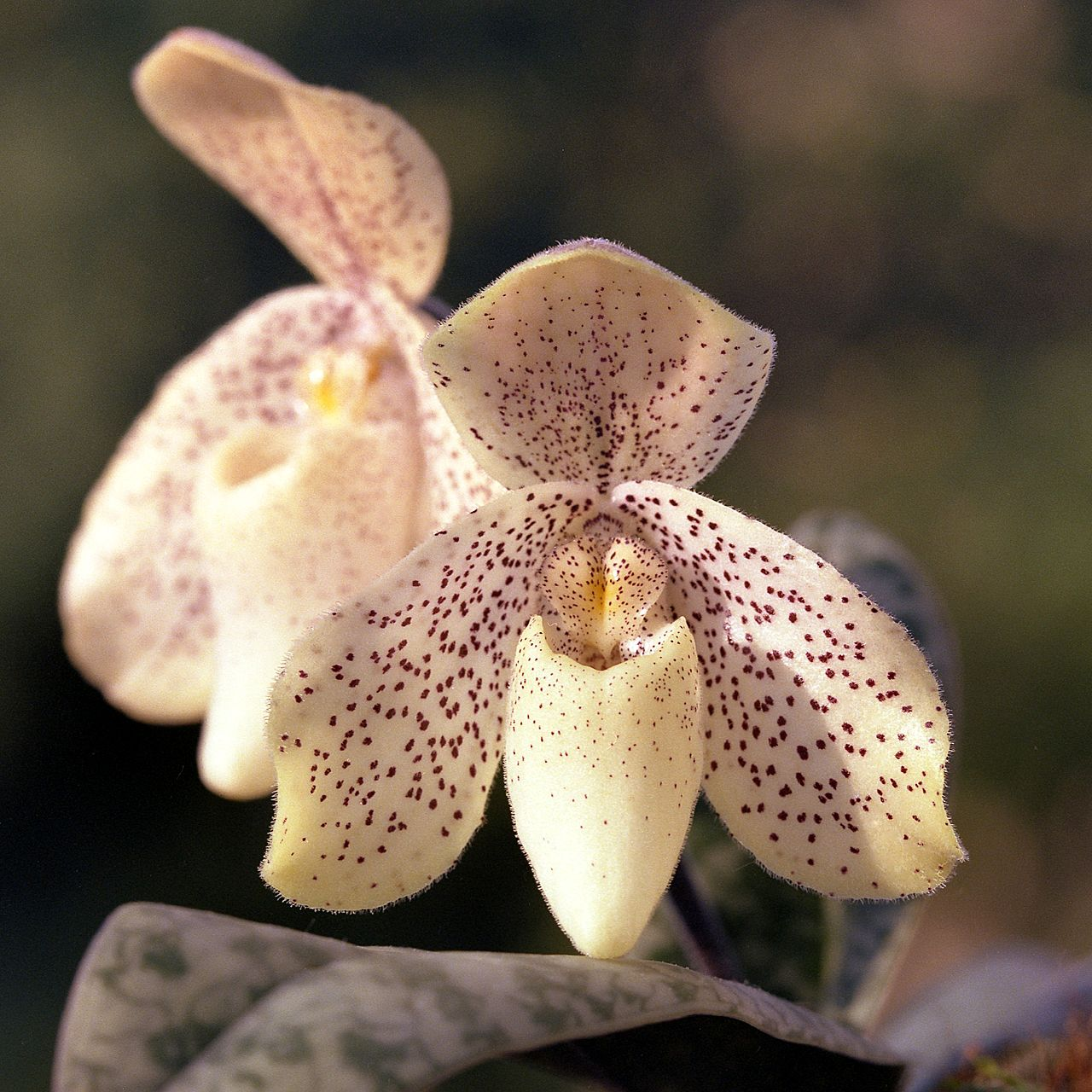
Paphiopedilum concolor
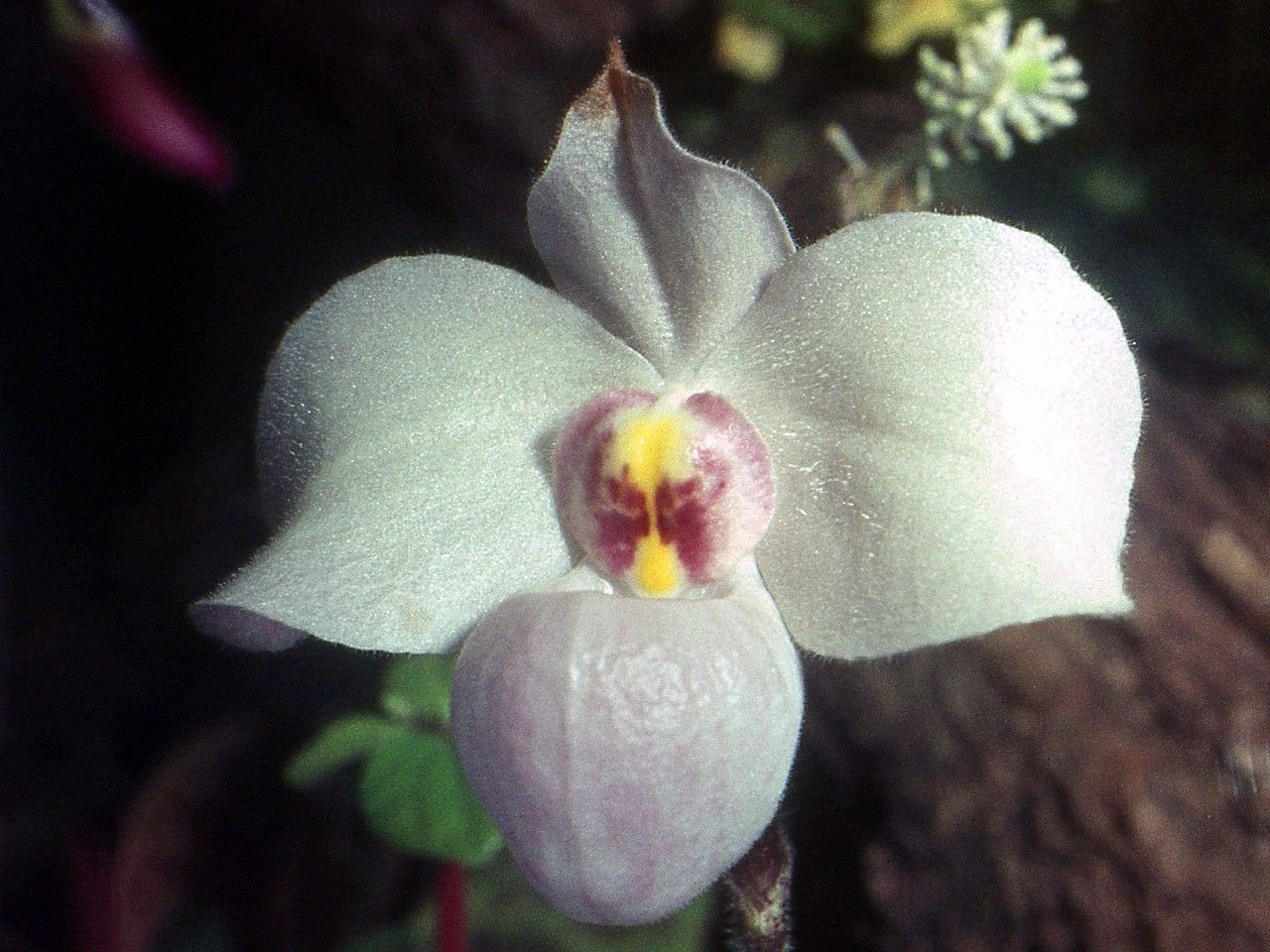
Lan Tiên Hài Bạch Hồng
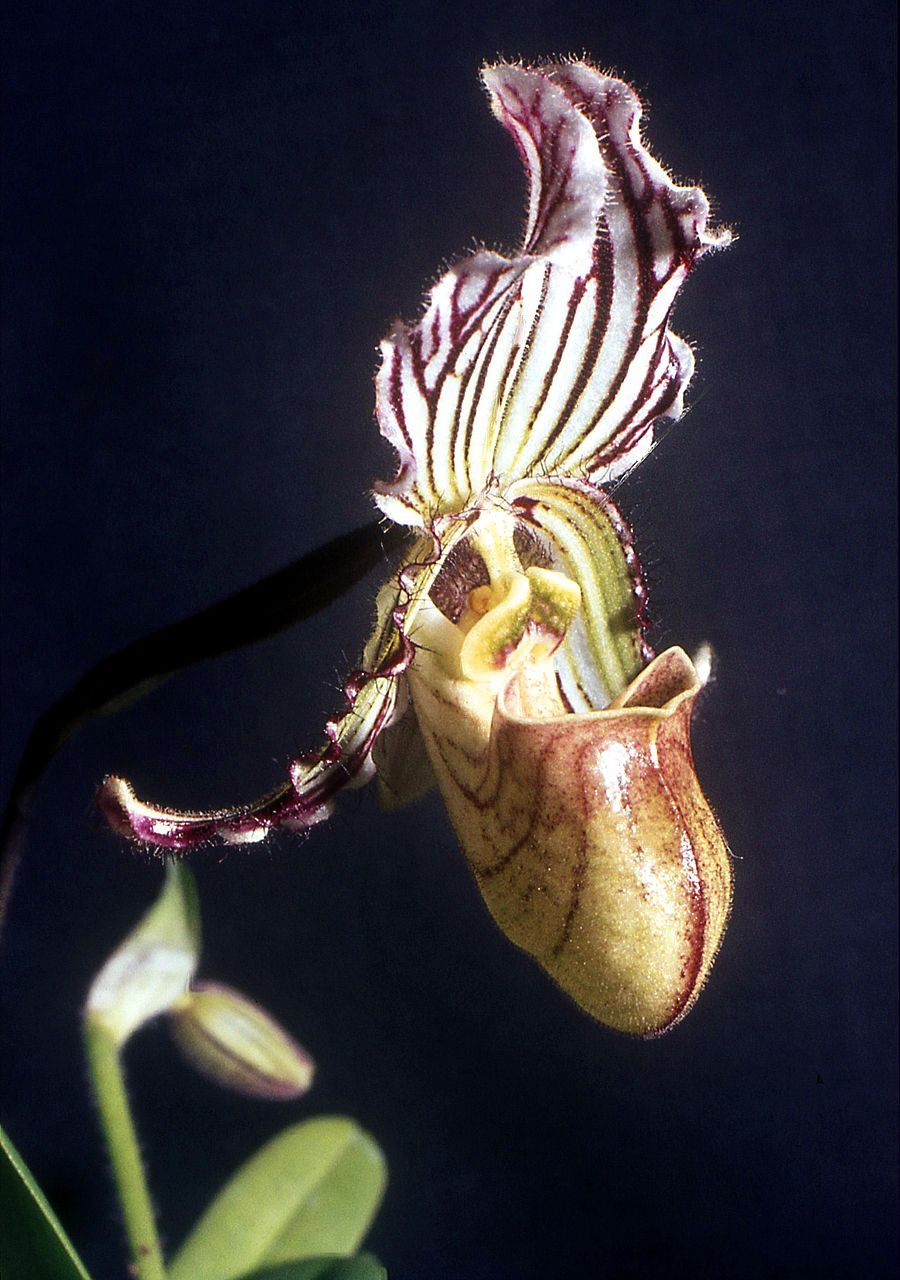
Paphiopedilum fairrieanum
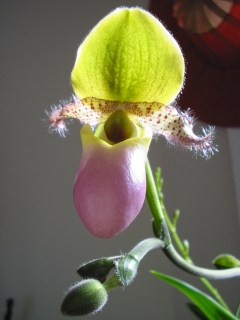
Paphiopedilum glaucophyllum
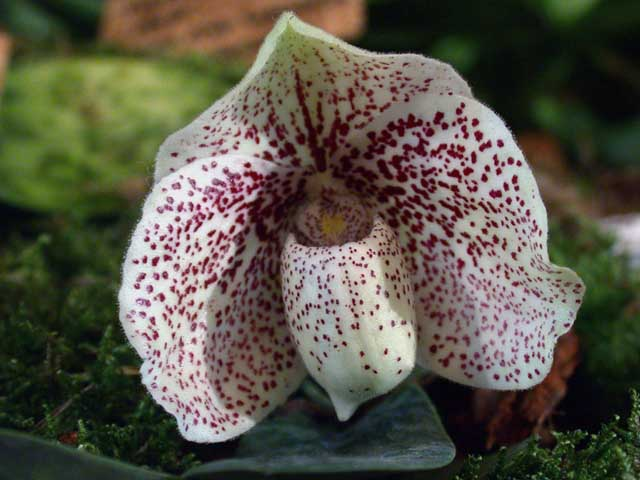
Paphiopedilum godefroyae
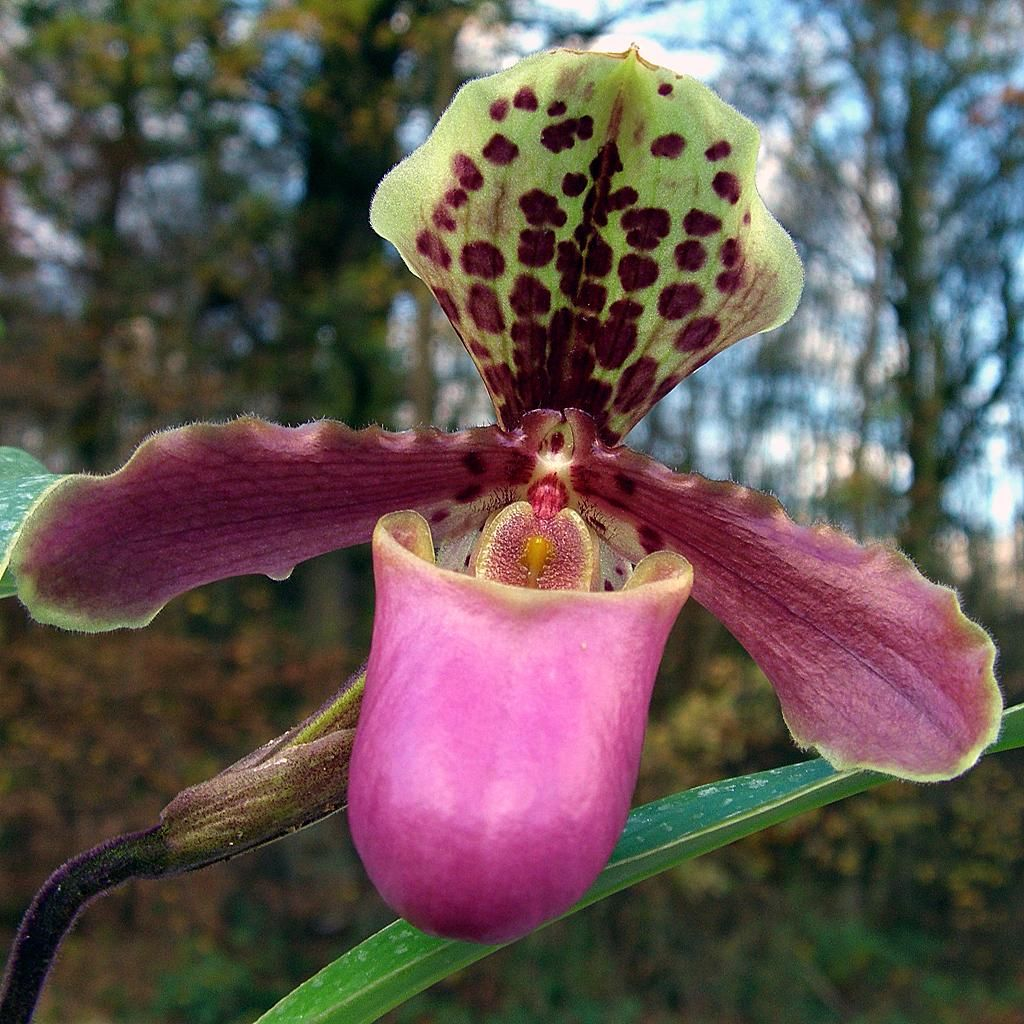
Paphiopedilum henryanum
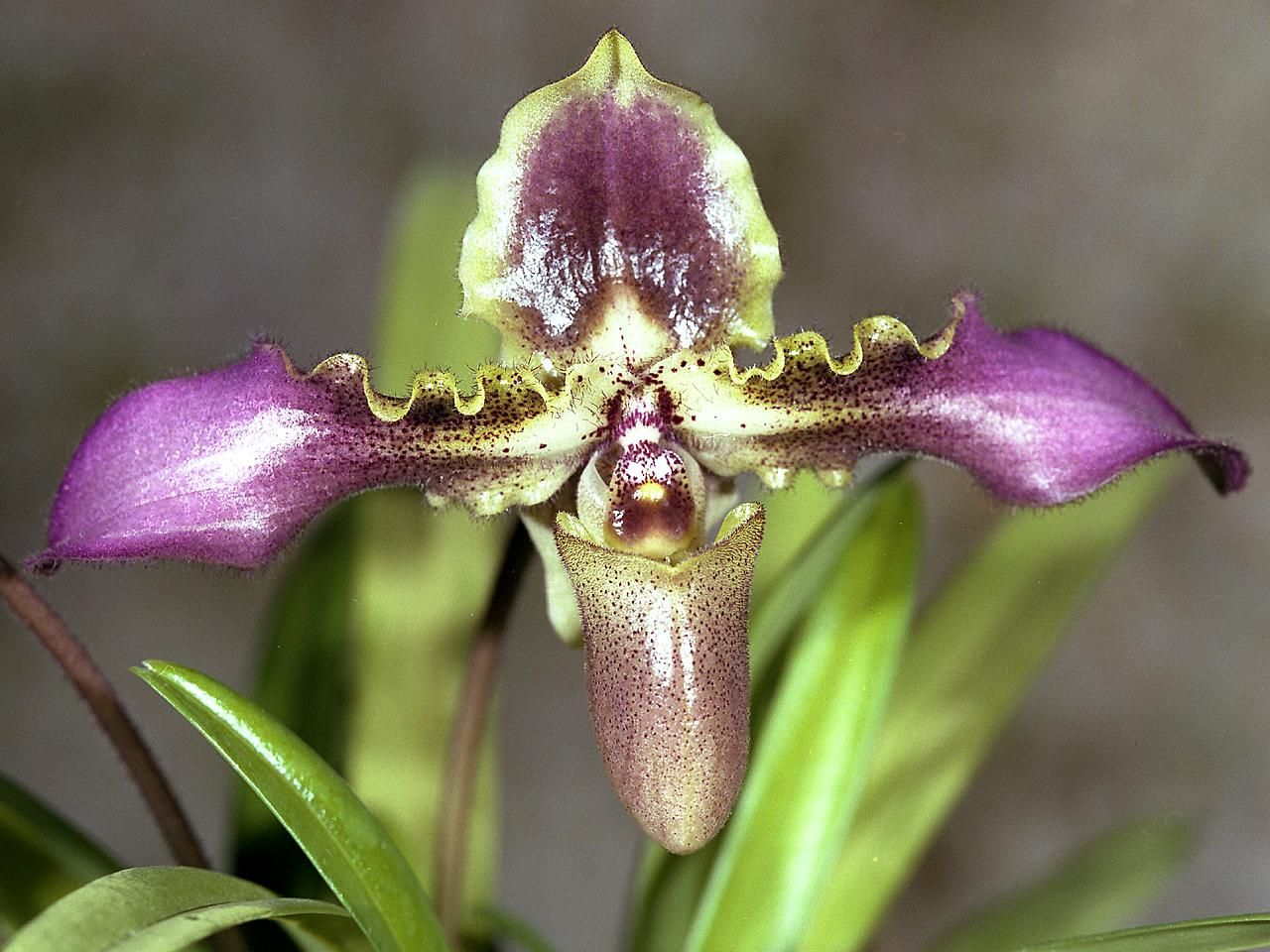
Paphiopedilum hirsutissimum
Paphiopedilum insignePaphiopedilum insigne
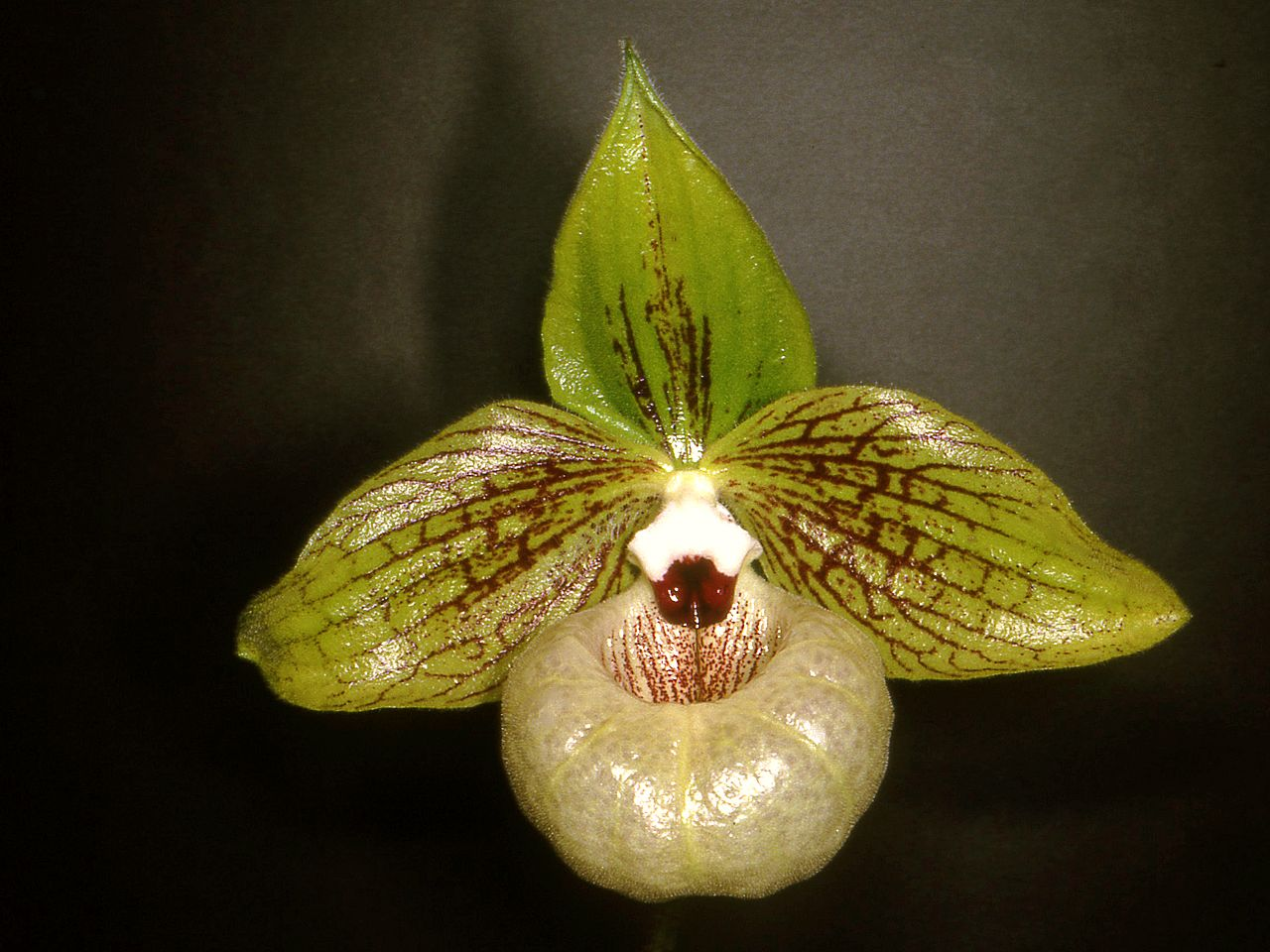
Paphiopedilum malipoense
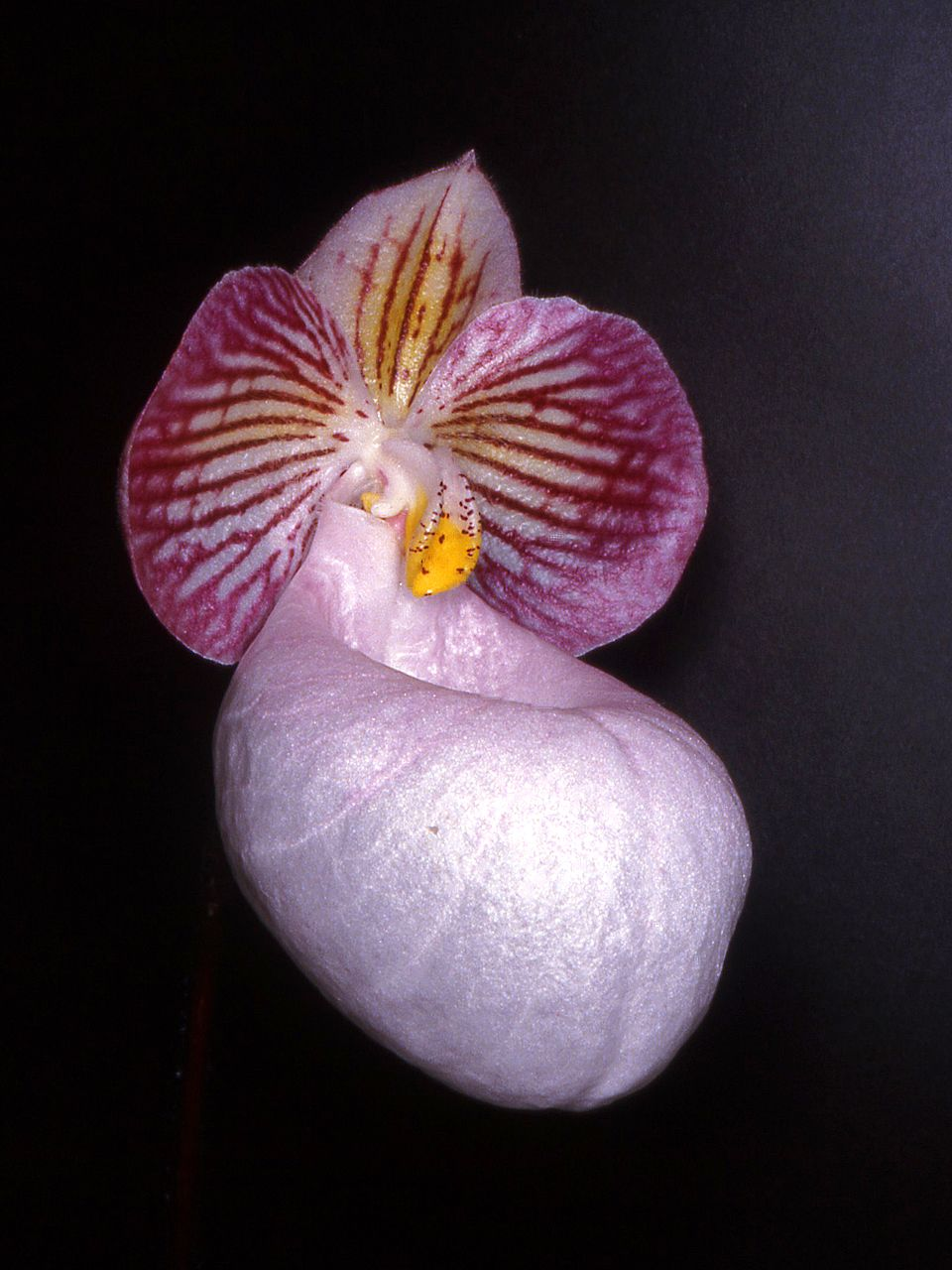
Paphiopedilum micranthum
Paphiopedilum niveumPaphiopedilum niveum
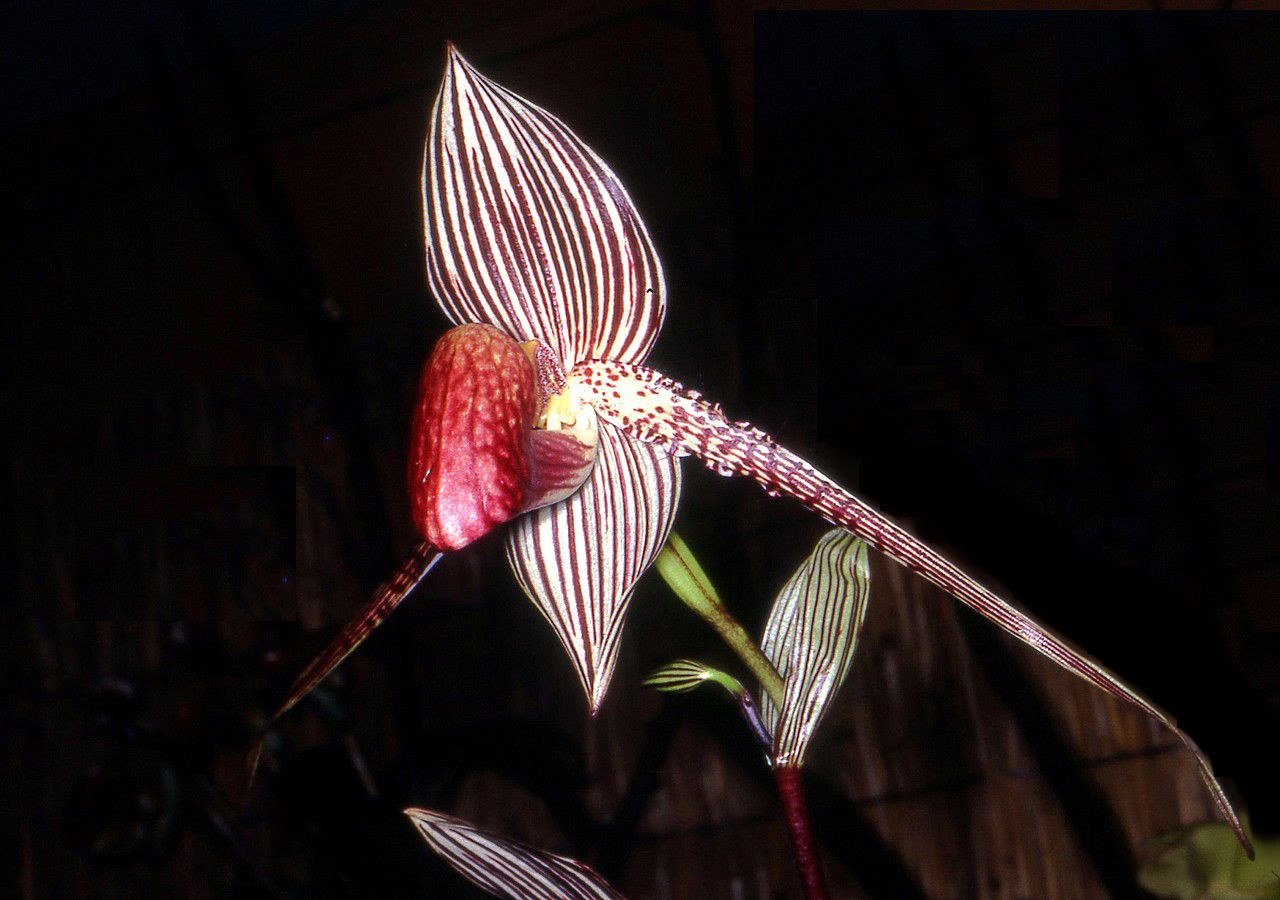
Paphiopedilum rothschildianum
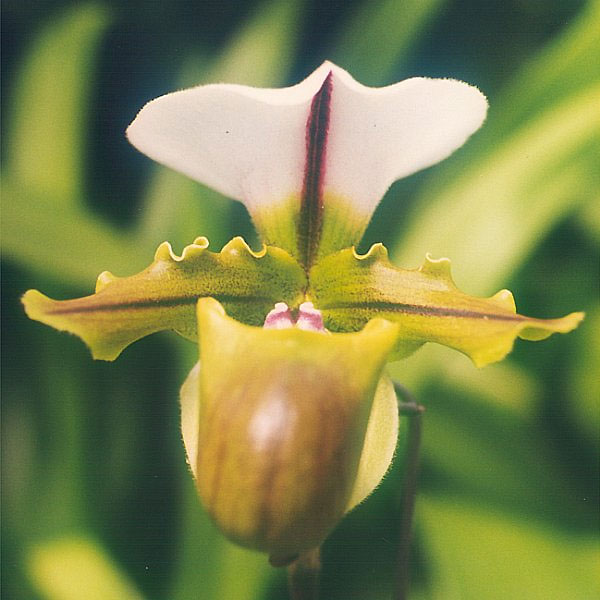
Paphiopedilum spicerianum
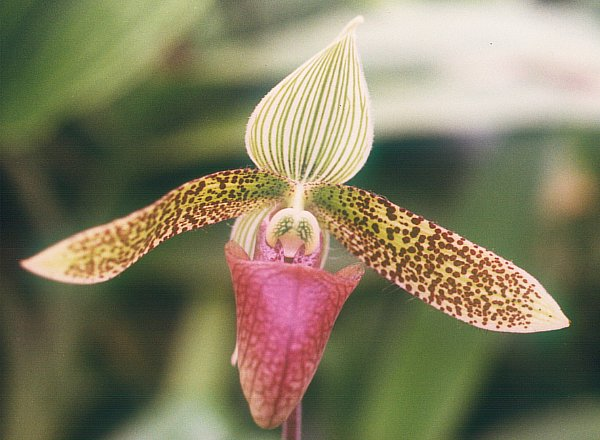
Paphiopedilum sukhakulii
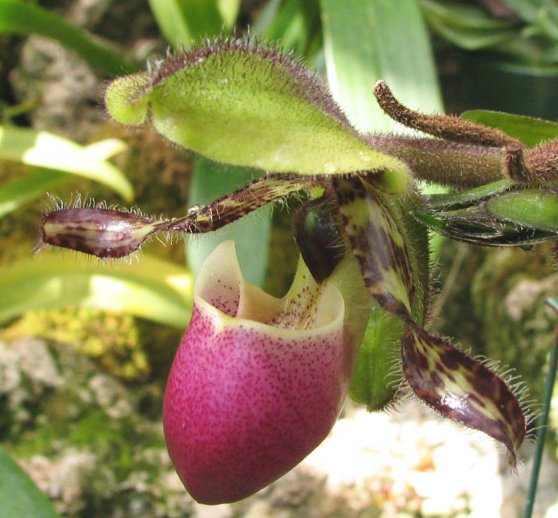
Paphiopedilum victoria-regina